# 根谷美智子
根谷美智子（日语：／ Neya Michiko，1965年10月4日—）是日本女性聲優。福井縣武生市（現越前市）出身。  
代表作包括《靈異教師神眉》（高橋律子）、《鋼之鍊金術師》（莉莎・霍克爱）、《交响诗篇》（タルホ・ユウキ）、《蠟筆小新》（小山夢冴）等。

## 人物
- 目前剪短髮，不過初演時留的是長直的黑髮。
- 由於外表端莊秀麗，初次出演聲優時成為當時在場業界人員議論的話題。
- 現在是独身，本人亦急於早些結婚。
- 親友是同為聲優的菅原祥子。
- 與其共演《鋼之鍊金術師》的朴璐美稱呼她大姐。
- 愛好是健身。
- 曾經屬ARTSVISION事務所，現在是自由身。
- 雖然出早期有少女角色，但現時角色類型以成熟女性居多，其熟女型聲線與三石琴乃有相似之處。

## 主要配音作品
粗體字為主要角色。

### 電視動畫
1992年
- 地球SOS それいけコロリン（日语：地球SOS それいけコロリン）

1994年
- 美少女戰士S（ダイハート）
- 咕嚕咕嚕魔法陣（クリリス姫）
- 美少女戰鬥隊（サヤカ）
- 勇者警察 （友永あずき）

1995年
- 愛天使傳說 （クラウド）
- 羅密歐的藍天（伊莎貝拉・蒙特巴尼(孩子時期)）
- H2（木根龍太郎（小學時代）、其他）
- 鬼神童子ZENKI（奈美）
- 恐竜冒険記ジュラトリッパー（博士＝スターチ・シュルツ）
- 獣戦士ガルキーバ（舞原このは、ル・ボワール）
- 十二生肖爆烈戰士（弗朗索瓦·肯特）
- 新機動戰記鋼彈 W（女學生A、播音、女學生2）
- ビット・ザ・キューピッド（アンドロメダ）

1996年
- 天才寶貝（深谷しな子、木村智子）
- 靈異教師神眉（高橋律子）
- 近所物語（由紀）
- 逮捕令（相模大野千恵）
- 超者ライディーン（山田そら）
- VS騎士檸檬汽水&40炎（賀爾蒙·紅唇（フェロモン・リップ（ブラックリップ））
- 美少女戰士SuperS（智子）
- 魔法少女プリティサミー（香織）

1997年
- アニメがんばれゴエモン（石川洋子）
- VIRUS（リリー・ペトリ）
- 幸運騎士（マリーナ）
- 神奇寶貝第20話（乙女）
- 爆笑吸血鬼（ユキ）

1998年
- EAT-MAN'98 （ラフィン）
- 頭文字D（佐藤真子）
- 白色十字架（麻川百合子）
- 百變小櫻（辻谷彰子）
- 快傑蒸汽偵探團 TV ANIMATION SERIES（アンナ）
- 玲音（吉井惠子）
- 麗佳公主（娃娃騎士小泉）
- DTエイトロン（シンシア）
- 哆啦A夢(大山羨代版)（家庭主婦）
- 危險調查員（ノイマンの妻）
- 萬能文化貓娘（貝原二葉）
- 夢幻拉拉（川口理理香、摩古（莫莫））
- 桃色姊妹花（倉方由貴）
- 遊戲王（川井靜香）
- LEGEND OF BASARA（柚香）
- 失落的宇宙（カーリー）

1999年
- 神風怪盜貞德（加奈子）
- 鋼鐵天使（小金井佳乃）
- 網絡安琪兒（アンティ）
- 宇宙戰艦山本洋子（沙羅・ドレッド）
- 地球防禦企業（大山紀子）
- To Heart（HMX-13セリオ）
- 神奇寶貝第94話（ナナ）

2000年
- 銀河冒險戰記（バーネット・オランジェロ）
- 電童
- 銀装騎攻オーディアン（日语：銀装騎攻オーディアン）（鎬臣麗子）
- 幻想魔傳　最伝記（花喃）
- 陽だまりの樹（日语：陽だまりの樹）（綾）
- ビックリマン2000（日语：ビックリマン2000）
- ファーブル先生は名探偵（日语：ファーブル先生は名探偵）
- 無敵王トライゼノン（日语：無敵王トライゼノン）

2001年
- 銀河冒險戰記 the second stage（バーネット・オランジェロ）
- X （桃生紗鵺）
- ガイスターズ（ノーナ・ホノス）
- カスミン（霞蘭子、ソケット、榊原ナル）
- 激闘!クラッシュギアTURBO（飛田リリカ）
- 心之圖書館（朝倉ひびき）
- 烏龍派出所（桃山詩織）
- 魂狩（時逆琉奈）
- 通靈王（道潤、マリオン・ファウナ、女生徒）
- 逮捕令 SECOND SEASON（相模大野千恵）
- 神奇寶貝第196話（ナツキ）
- 妙妙魔法屋（霞仙蘭子）

2002年
- Weiß kreuz Glühen（伊藤明日香）
- 攻殼機動隊 STAND ALONE COMPLEX（山口之妻）
- 東京喵喵（碧川よもぎ）
- PIANO（野村曉子）
- ヒートガイジェイ（フィア・オリヴェイラ）
- 驚爆危機（梅麗莎・毛）
- 花田少年史（接待小姐）

2003年
- R.O.D -THE TV-（蘭西．幕張）
- 铁臂阿童木（レイコ）
- 宇宙星路（蓮花蓮）
- 拜託了雙子星（織部椿）
- 神秘智慧石（チワワン、比雅朗熊（ベアロン））
- クラッシュギアNitro（真羽舞）
- 聖槍修女（紗蝶拉‧哈本海特）
- 貯金大冒險（ミルク、カマンベール、プルコギ、サバラン 他）
- 時空冒險記（姬娜）
- 廢棄公主（斯蒂爾・茱麗安）
- 星空防衛隊（御厨ラン）
- 鋼之鍊金術師（莉莎・霍克愛）
- PEACE MAKER鐵（明里）
- 驚爆危機？校園篇（梅麗莎・毛）
- 神奇寶貝超世代第11話（カクリ）
- ポポロクロイス（レオナ）
- 魔法使的條件（森川陽子）
- 最後流亡（戴芬妮・艾拉克萊）

2004年
- 阿加莎・克里絲蒂的名偵探波洛アガサ・クリスティーの名探偵ポワロとマープル（日语：アガサ・クリスティーの名探偵ポワロとマープル）
- 陰陽大戰記（瑞樹）
- 超重神Zwei（紅綾香）
- 月詠 -MOON PHASE-（安西裕美）
- 鐵人28號（第4作目）（敷島鐵雄）
- To Heart 〜Remember my memories〜（Serio）
- 酷伊忍者傳ニニンがシノブ伝（日语：ニニンがシノブ伝）（泉）
- 馳風！競艇王系列（城ヶ崎ありさ）
- 烘焙王（シスター真子・グラハム）
- 遊戲王GX（鮎川惠美）
- 洛克人EXE Stream（テスラ・マグネッツ）

2005年
- UG☆アルティメットガール（ヴィヴィアンの母）
- 機動戰士GUNDAM SEED DESTINY（安比、希爾達·哈肯）
- 真相之眼（辻堂ルナ）
- 強殖裝甲（尾沼志津）
- 交響詩篇（塔荷（Talho））
- 地獄少女 第一季（海部里穂）(第5話)
- 哆啦A夢 (朝日電視台版本)（オットー姫）
- 聖魔之血（亞絲塔洛雪‧愛斯蘭）
- 蜂蜜幸運草（勅使河原美和子）
- 驚爆危機!The Second Raid（梅麗莎・毛）
- 神奇寶貝超世代第152話（アサギ）
- MÄR 魔法世界（黛安娜、美奈子）
- 洛克人exe BEAST（テスラ・マグネッツ）

2006年
- 櫻蘭高校男公關部（綾小路姫、料理女）
- 極速方程式（玉木薰）
- 偶像宣言（雲井霞）
- 蜡笔小新（小山夢冴）
- ザ・サード 〜蒼い瞳の少女〜（メイリン）
- 蜂蜜幸運草II（勅使河原美和子）
- 完美小姐進化論（恭平之母）

2007年
- 機動戰士GUNDAM 00（席琳・巴弗提亞爾）
- 月面兔兵器米娜（白姬味菜子・白鳥米娜、香西播音員）
- 節哀唷♥二之宮同學（二之宮涼子）
- 史上最強弟子兼一（ワルキューレ）
- 獸裝機攻（イザベル・クロンカイト）
- 人造昆虫カブトボーグ V×V（レベッカ・ゴールドバーグ）
- 神靈狩/GHOST HOUND（鳳麗華）
- 鬼面騎士（真行寺麗奈）
- 零之使魔 ～雙月的騎士～（雅涅絲）
- 天元突破 紅蓮螺巖（亞迪妮）
- ぷるるんっ!しずくちゃん（ブラッディー先生）
- MOONLIGHT MILE 1stシーズン -Lift off-（コニー・ウォン）
- MOONLIGHT MILE 2ndシーズン -Touch down-（コニー・ウォン、女性キャスター）

2008年
- ウルトラヴァイオレット:コード044（コンピュータの声）
- 機動戰士GUNDAM 00 第2季（席琳・巴弗提亞爾）
- 偶像宣言 STAGE3（雲井霞）
- 鶺鴒女神（響）
- 零之使魔 ～三美姬的輪舞～（雅涅絲）
- SOUL EATER（奧拉克妮）
- 深淵傳奇（娜塔莉亞・盧慈・奇姆拉斯卡・藍巴爾迪亞）
- 鐵腕女警 DECODE（ウィージ・ガッハウ）
- のらみみ（母親）
- 破天荒遊戯（ノマ）
- Battle Spirits 少年突破馬神（ナンバー8（ナゾオトナ、イノ頭マサ子）、ぐらぐり）
- BUS GAMER（一之宮惠子）
- 向陽素描×365（由乃之母）
- 非常辣妹（伊井塚龍姫）
- ぷるるんっ!しずくちゃん あはっ☆（ブラッディー先生）

2009年
- 你好 安妮 ～Before Green Gables（蘇珊）
- 迷宮塔 ～烏魯克之劍～（格雷米卡）
- FRESH光之美少女!（山吹尚子）
- 天降之物（哈比1）
- 動物偵探奇魯米（御子神遙）

2010年
- 守護貓娘緋鞠（如月冴）
- 刀語（真庭狂犬）
- 天降之物Forte（哈比1）

2011年
- GOSICK（蘇菲）
- 妖怪少爺（淀殿，羽衣狐（妖怪身））
- 最後流亡-銀翼的飛夢-（姬素副官）
- 荒川爆笑團（小姍的母親）

2012年
- ONE PIECE（乙姬王妃）
- 零之使魔F（雅涅絲）
- 名偵探柯南（手川隆代）

2013年
- 八犬傳－東方八犬異聞－（犬田小夜子）
- 革神語（革的母親）
- 八犬傳－東方八犬異聞－ 第2期（犬田小夜子）

2014年
- 名偵探柯南（廣田智子）
- 星刻龍騎士（拉坦諾店長）
- 花物語（神原遠江）
- CROSSANGE 天使與龍的輪舞（左菈/佐菈.埃克斯）

2016年
- 3月的獅子（美咲）
- 妖怪手錶（前任負責人）

2017年
- ONE PIECE（賓什莫克·麗珠）
- 我的英雄學院 第2期（轟的母親）
- 潔癖男子青山！（武井美和）
- 3月的獅子 第2期（美咲）

2018年
- 伊藤潤二驚選集（裕史的母親、女性）
- 驚爆危機！Invisible Victory（梅麗莎・毛）
- 進擊的巨人 Season 3（阿爾瑪）
- KIRA KIRA HAPPY★ 打開吧！見習神仙精靈（影浦信子）

2019年
- Radiant 虛空魔境 第2期（阿爾孔女男爵）
- 續·終物語（臥煙遠江）
- 非槍人生 NO GUNS LIFE（歐內斯特）

2020年
- SHOW BY ROCK!! Mashumairesh!!（安的母親）
- 寶可夢 旅途（來音）
- 名偵探柯南（八木紫織）
- 我的英雄學院 第4期（轟冷）
- 非槍人生 NO GUNS LIFE 第2期（歐內斯特）

2021年
- 通靈王（第2作）（道潤）
- 我的英雄學院 第5期（轟冷）

2022年
- 書蟲公主（艾格尼絲）

2023年
- 我的英雄學院 第6期（轟冷）

2024年
- 我的英雄學院 第7期（轟冷）

### OVA
- 頭文字D Extra Stage（佐藤真子）
- 科學小飛俠（白鳥のジュン）
- 靈異教師神眉（律子老師）
- 甜心戰士（/）
- 鋼之鍊金術師（莉莎・霍克爱）
- 電影少女（女子生徒）
- R.O.D -Read or Die-（ナンシー・幕張）
- 湘南純愛組!（南風、夕奈）
- 刀語（真庭 狂犬）

### 劇場版
- 頭文字D Third Stage（佐藤真子）
- 靈異教師神眉（律子老師）
- 鋼之鍊金術師 香巴拉的征服者（莉莎・霍克爱）

2024年
- 機動戰士GUNDAM SEED FREEDOM（希爾達·哈肯[1]）

### 網路動畫
2008年
- （豬山龜子、奶奶、母親）
- 亡念之扎姆德（普羅伊斯·斯卡奇[2]）

2009年
- 義呆利 Axis Powers系列（2009～2021，匈牙利、聖女貞德、胡安娜、瑪麗亞·特蕾西婭、小匈牙利 等）7系列

2018年
- 裝刀凱 The Animation（日语：ソードガイ 装刀凱）（阿羅尼斯[3]）

### 遊戲
- 龍騎士4（マルレーネ）
- YU-NO 在這世界盡頭詠唱愛的少女（朝倉香織）
- 神秘的世界（イシエル・ソエル）
- 超級機器人大戰原創世紀（凪沙櫻花）
- 深淵傳奇（ナタリア・ルツ・キムラスカ・ランバルディア）
- To Heart（HMX-13セリオ）
- NAMCO x CAPCOM（淚淚、羅茲）
- 鋼之鍊金術師 無法飛翔的天使（莉莎・霍克爱）
- 鋼之鍊金術師2 紅色靈藥的惡魔（莉莎・霍克爱）
- 鋼之鍊金術師3 繼承神之少女（莉莎・霍克爱）
- 鋼之鍊金術師 夢想嘉年華（莉莎・霍克爱）
- BALDR FORCE EXE（紫藤彩音）
- 劍魂系列（蘇菲提婭）
- 異度神劍（塔爾可）

### 廣播劇CD
- 聖獸傳承 黑暗天使（日语：聖獣伝承ダークエンジェル）（雪花）

### 廣播劇
- 舞動的Very merry Christmas（梅麗莎·毛）

### 外語配音
※作品依英文名稱及英文原名排序。

#### 演員
- 內芙·坎貝爾
  - 54激情俱樂部（英语：54 (film)）（茱莉·布萊克）
  - 舞動世紀（英语：The Company (film)）（蘿莉塔·“萊伊”·萊恩）
  - 情陷愛河（英语：Hairshirt）（勒內·韋伯）
  - 驚聲尖叫系列（席妮·皮斯考克（英语：Sidney Prescott））
    - 驚聲尖叫
    - 驚聲尖叫2
    - 驚聲尖叫3
    - 驚聲尖叫4

  - 摩天大樓（莎拉·索耶）
  - 殺手無罪（英语：Panic (2000 film)）（莎拉）
  - 三人探戈（英语：Three to Tango）（艾咪）

#### 電影
- 刀槍不入一僧侶（翡翠〈潔米·金〉）※東京電視台版。
- 獨領風騷（迪翁·達文波特〈史黛西·戴許（英语：Stacey Dash）〉）※VHS版。
- 驚爆紅色十月（托米〈布里頓·馬庫斯〉）※影碟版。
- 正宗約會電影（茱莉亞·瓊斯〈艾莉森·漢尼根〉）
- 怪醫杜立德2（英语：Dr. Dolittle 2）（EVA熊〈麗莎·庫卓〉）※朝日電視台版。
- 親愛的，我把孩子放大了（英语：Honey, I Blew Up the Kid）（艾咪·薩林斯基〈艾咪·歐尼爾（英语：Amy O'Neill）〉）※日本電視台版。
- 關鍵報告（阿加莎〈薩曼莎·莫頓（英语：Samantha Morton）〉）
- 驚聲尖笑（辛蒂·坎貝爾（英语：Cindy Campbell）〈安娜·法瑞絲〉）
- 驚聲尖笑2（辛蒂·坎貝爾〈安娜·法瑞絲〉）
- 閃靈俠（英语：The Spirit (film)）（埃倫·多蘭（英语：Ellen Dolan (comics)）〈莎拉·保羅森〉）

#### 電視影集
- CSI犯罪現場 (第10季)（艾琳·長野〈梅麗莎·唐（英语：Melissa Tang）〉）
- CSI犯罪現場：邁阿密（瑪莉索〈亞蘭娜·迪·拉·嘉爾薩（英语：Alana de la Garza）〉）
- 神鵰俠侶（郭芙）

#### 動畫
- 翠迪鳥的高飛歷險記（英语：Tweety's High-Flying Adventure）（奧古〈塔姬雅·克莉絲朵·姬瑪（英语：T'Keyah Crystal Keymáh）〉）

### 廣播節目
- 根谷美智子愛的未來島（日语：根谷美智子・愛のフューチャーランド）（KBS京都）
- （animateTV（日语：アニメイトタイムズ）、Media Factory Radio（日语：メディファクラジオ））第2回 11月19日（伊井塚龍姬）

### 其它活動
- 3月的獅子 單行本第8冊電視廣告[4]
- 魔法學園露娜廣告（艾莉）
- 朱羅姬（守屋佐奈）
- 個人專輯（1998年10月21日）

## 音樂作品

#### 角色歌曲
| 發行日期 | 標題                            | 名義                                               | 曲名                | 備註                             |
| 1999年   | 1999年                          | 1999年                                             | 1999年              | 1999年                           |
| -------- | ------------------------------- | -------------------------------------------------- | ------------------- | -------------------------------- |
| 3月25日  | INITIAL D VOCAL BATTLE          | 真子（根谷美智子）、沙雪（嘉數由美）               | 「MAY BE TONITE」   | 電視動畫《頭文字D》相關歌曲      |
| 3月25日  | INITIAL D VOCAL BATTLE          | 池谷浩一郎（矢尾一樹）、佐藤真子（根谷美智子）     | 「Rage your dream」 | 電視動畫《頭文字D》相關歌曲      |
| 2004年   |                                 |                                                    |                     |                                  |
| 12月15日 | HAGAREN SONG FILE -ROY MUSTANG- | 羅伊·馬斯坦古（大川透）、莉莎·霍克愛（根谷美智子） | 「」                | 電視動畫《鋼之鍊金術師》相關歌曲 |

## 外部連結
- （日語）－WEB THE TELEVISION（日语：ザテレビジョン）
- 根谷美智子 （页面存档备份，存于） （日語）－oricon
- 根谷美智子 （页面存档备份，存于） （日語）－Movie Walker（日语：Movie Walker）
- 根谷美智子 （页面存档备份，存于） （日語）－電影.com（日语：映画.com）
- 根谷美智子 （页面存档备份，存于） （日語）－allcinema（日语：allcinema）
- 根谷美智子 （页面存档备份，存于） （日語）－日本電影資料庫